# Vélodrome d'Hiver

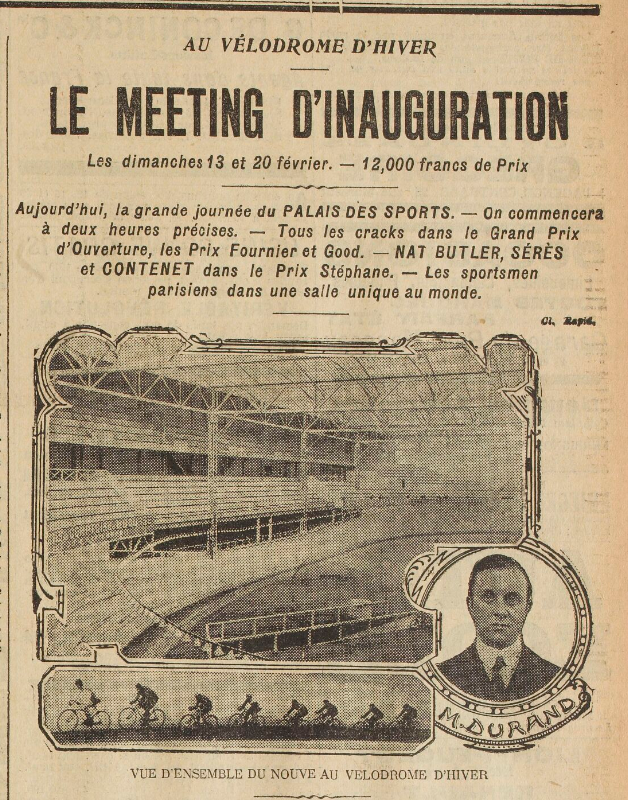
Invigningen annonseras i L'Auto den 13 februari 1910.

Le vélodrome d'hiver ("Vintervelodromen", hiver betyder "vinter"), i folkmun Vél'  d'Hiv', var en velodrom, en inomhusbana för bancykling, vid Rue Nélaton mellan Boulevard de Grenelle och Rue du Docteur Finlay, i Paris femtonde arrondissement. Den hade en banlängd på 250 m och var världens längsta permanenta inomhusbana för cykel (250 m är nu standardlängd för större internationella tävlingar, som exempelvis VM och OS). Innerplanen användes som rullskridskobana, men också för ishockey (från 1931, då en isrink anlades på innerplanen), boxning och brottning samt som arena för cirkus, spektakel och olika typer av kongresser. Under de olympiska sommarspelen 1924 var den arena för brottning, boxning, fäktning (florett) och tyngdlyftning. 1936 avhölls världsmästerskapen i konståkning i isrinken och 1951 avgjordes EM i basket där.
Det stora årliga cykelloppet var Paris sexdagars, vars första upplaga kördes 1913 och därefter varje år, med undantag för avbrott på grund av de båda världskrigen (1915–1920 och 1940–1945), till 1958 då det sista loppet kördes den 7–12 november.
Velodromen ritades av arkitekten Gaston Lambert och velodromdirektören Marcel Durand och byggdes på initiativ av sporttidningen L'Autos grundare och chefredaktör Henri Desgrange, som 1902 hade låtit bygga en velodrom i Galerie des Machines, en utställningshall som hade byggts till världsutställningen 1889. Paris fullmäktige beslutade dock att Galerie des Machines skulle rivas och Desgrange lät då bygga Vélodrome d'Hiver som ersättning. Den invigdes den 13 och 20 februari 1910 med cykellopp i vilka tidens stora namn, som Thorvald Ellegaard, Victor Dupré och Henri Mayer, deltog. 1931 övertogs verksamheten av boxningspromotorn Jeff Dickson (1894-1943) som lät ersätta de två stödpelarna mitt i lokalen med en stålbåge, anlade en isrink och döpte om arenan till Palais des Sports (de Grenelle) (men i folkmun fortsatte den att kallas Vél' d'Hiv).
Den 16–17 juli 1942 samlade den franska polisen under Vichyregimen på den tyska ockupationsmaktens uppmaning ihop cirka 8 000 judar i den så kallade Vélodrome d'Hiver-räden för deportation inom ramen för Operation Vårvind (franska: Vent Printanier). Efter fem dagar transporterades de till franska interneringsläger och därefter till arbets- och koncentrationsläger i Tyskland och Polen.
Velodromen revs sommaren 1959, efter en brand vintern innan, och Frankrike stod sedan utan en inomhusarena för bancykling av internationell toppklass till invigningen av Vélodrome de Saint-Quentin-en-Yvelines 2014. För övriga sporter ersattes den till viss del av Palais des Sports (Porte de Versailles), senare kallad Dôme de Paris, som stod klar 1960 (och också ligger i det 15:e arrondissementet, 2-3 km söder om platsen där Vél' d'Hiv' låg) – denna nya arena används dock huvudsakligen för konserter och andra nöjesarrangemang.
Ernest Hemingway var en regelbunden gäst på Vélodrome d'Hiver under sin tid i Paris på 1920-talet och nämner detta i kapitlet "The End of an Avocation" ("Slutet på en hobby") i A Moveable Feast (En fest för livet):
"But I will get the Vélodrome d’Hiver with the smoky light of the afternoon and the highbanked wooden track and the whirring sound the tires made on the wood as the riders passed, the effort and the tactics as the riders climbed and plunged, each one a part of his machine..."

## Bildgalleri

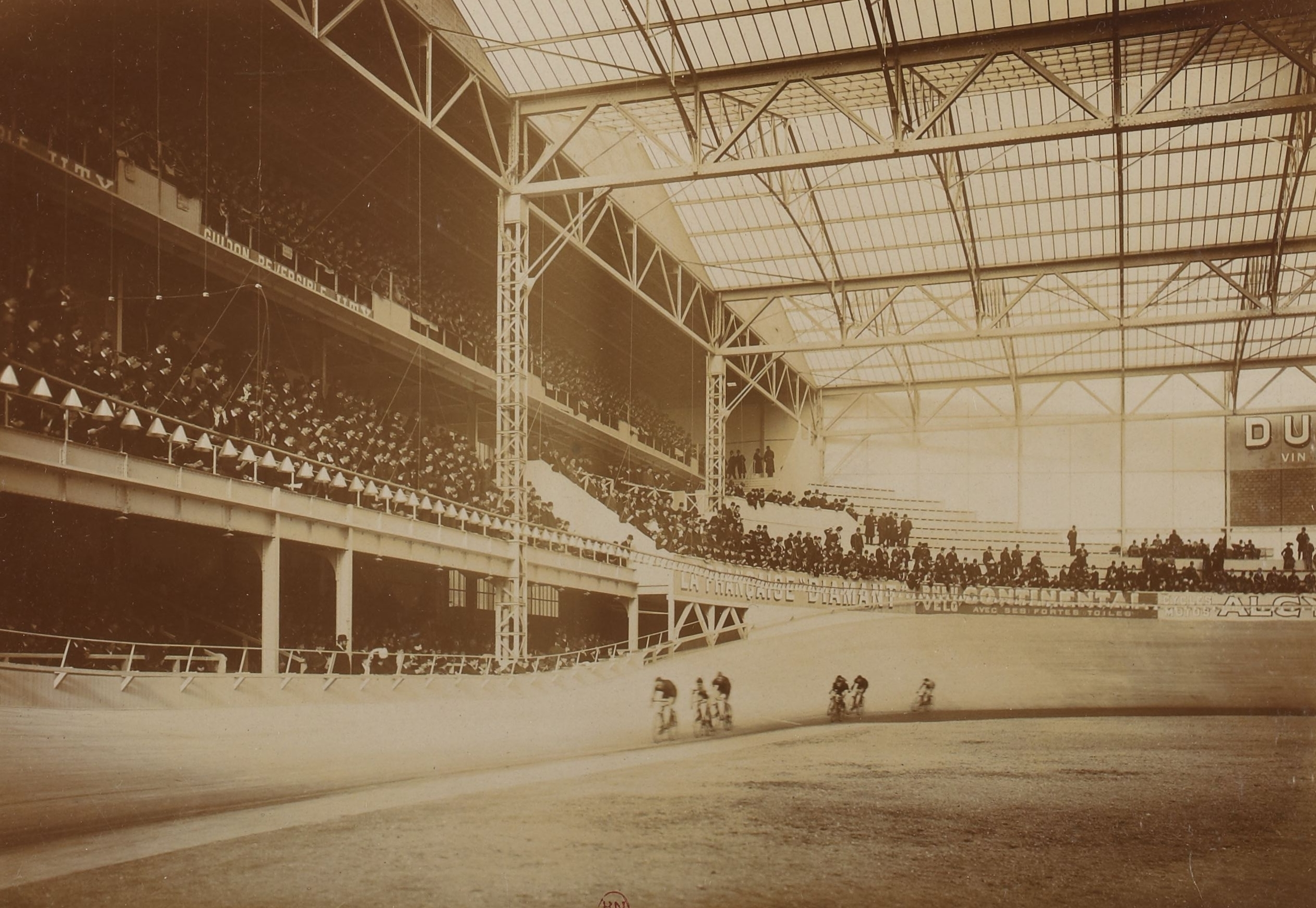
Ett cykellopp i samband med invigningen i februari 1910. Notera raden med lampor längs läktaren!
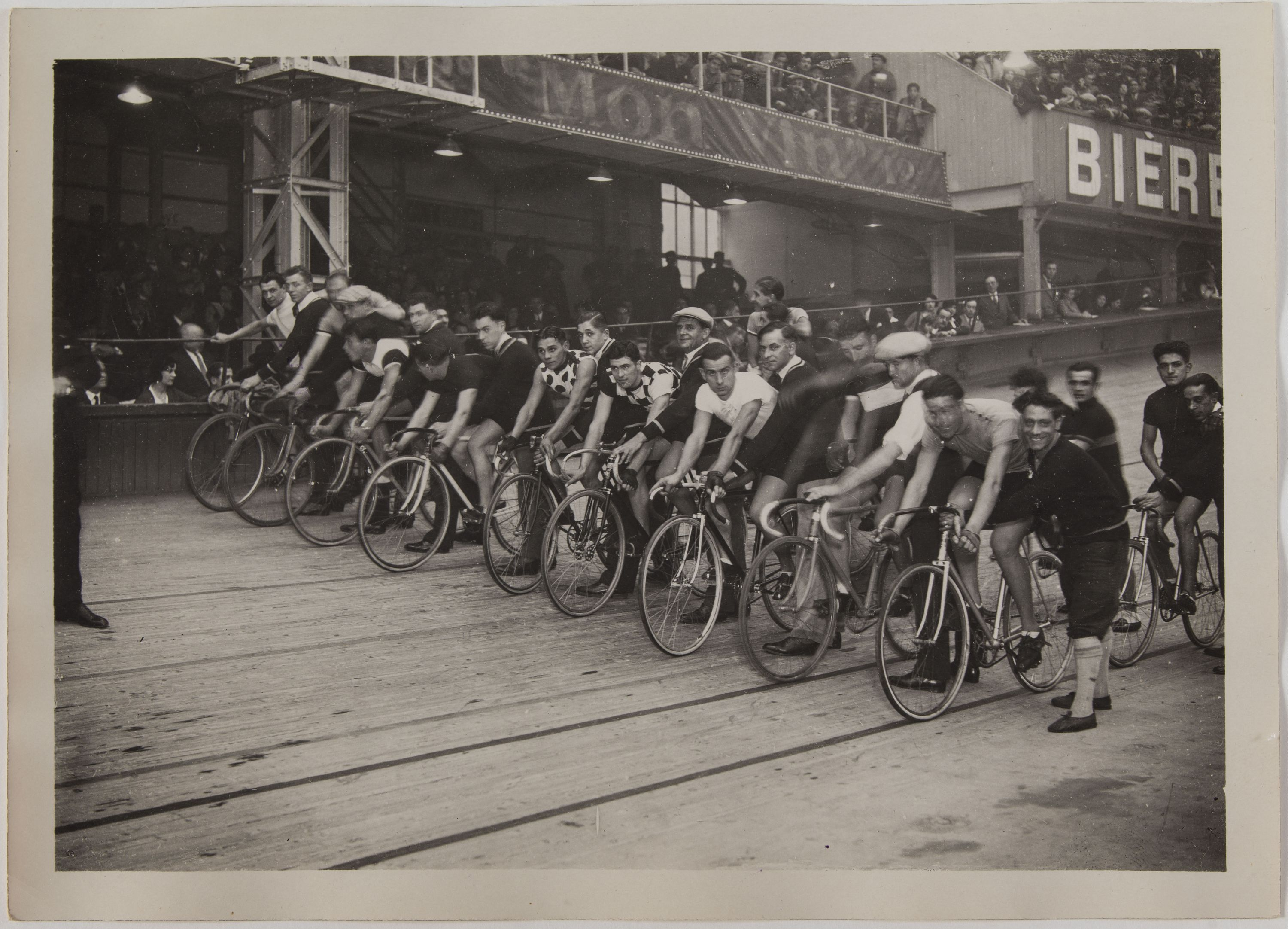
Starten på ett 100-kilometers madisonlopp i Vélodrome d'hiver 1931.
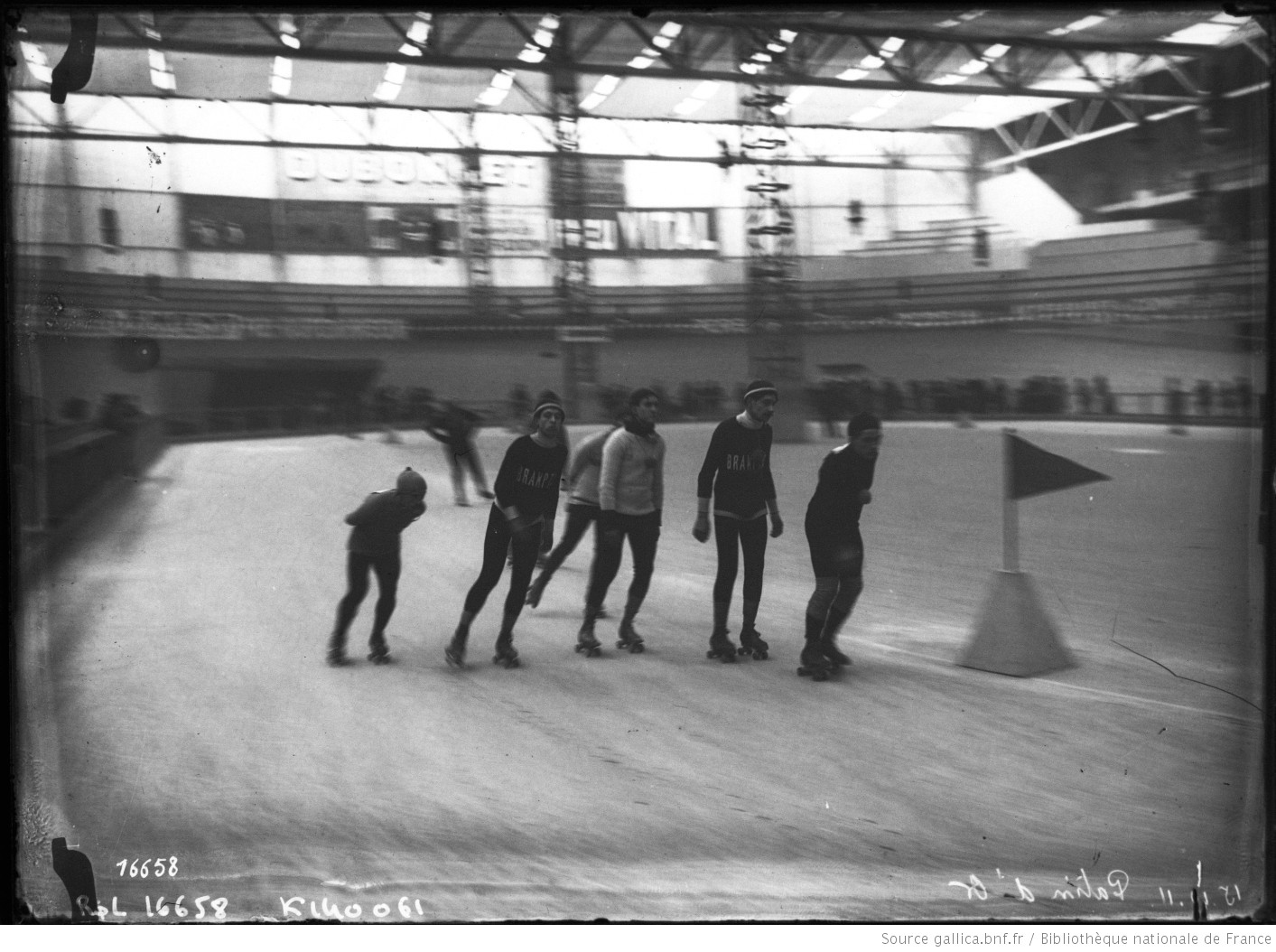
Rullskridskotävling på innerplanen i Vélodrome d'hiver 1911. Man ser här tre av de sex stödpelarna som bar upp glastaket längs velodromens mittlinje.
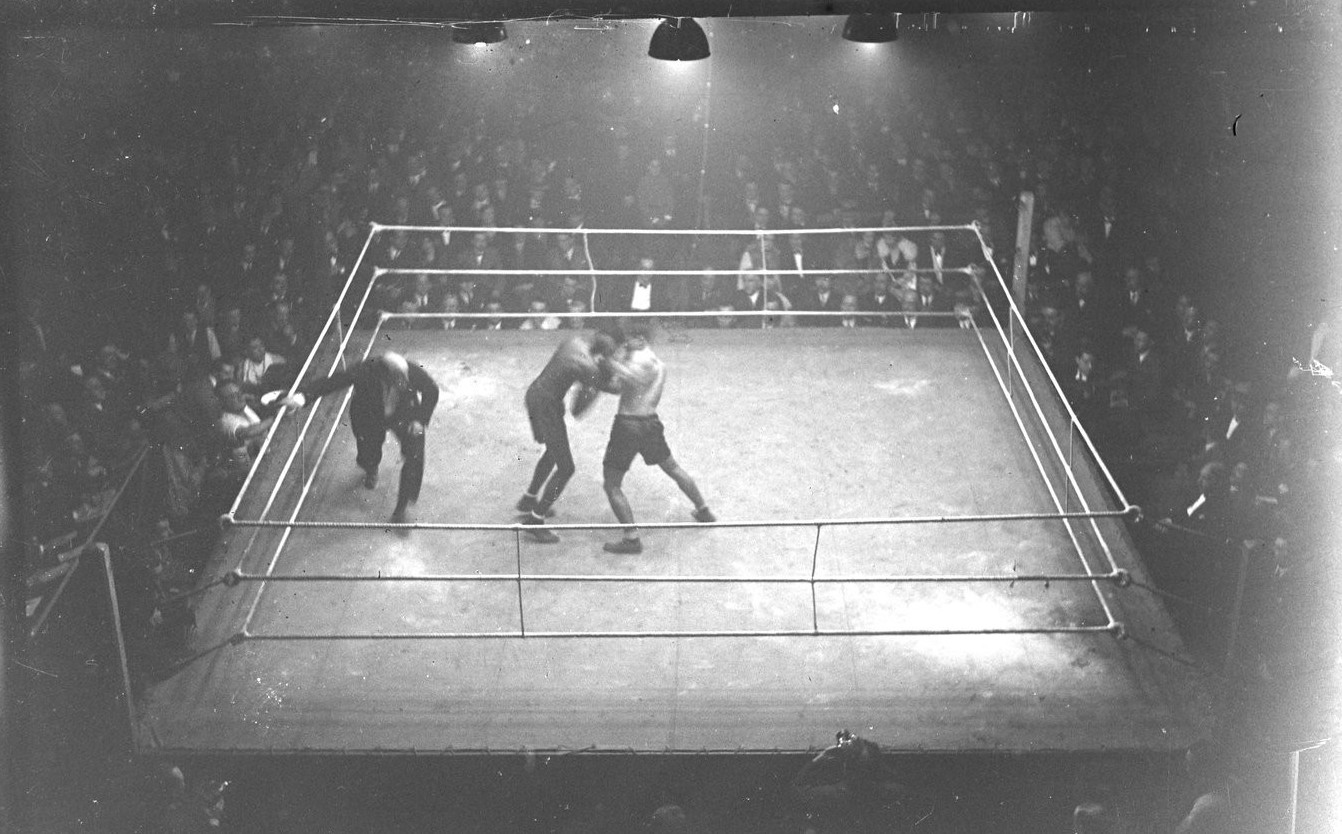
Boxningsmatch mellan Panama Al Brown och André Routis i Vélodrome d'Hiver 1927.
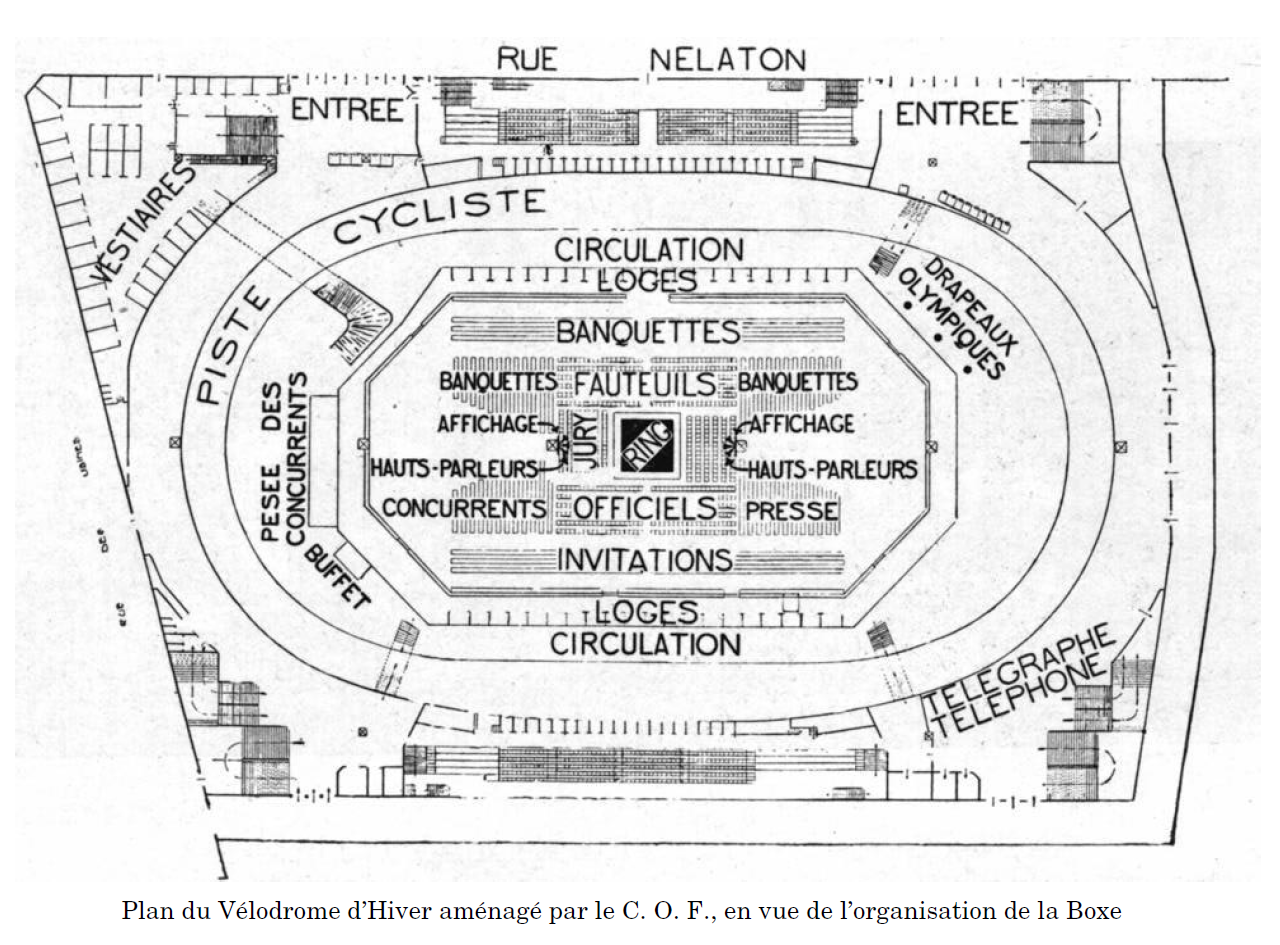
Karta över velodromen när den användes för boxning under OS 1924. Notera raden av stödpelare för att hålla upp glastaket längs mitten av arenen (sex kvadrater med kryss tvärs över bilden). De två i mitten var de som Dickson ersatte med en stålbåge, dels för att få plats med isrinken och dels för att kunna ha fler åskådarplatser med fri sikt vid exempelvis boxning.
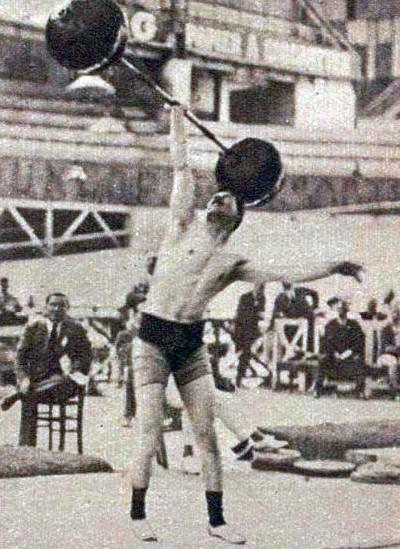
Vid OS 1924 ingick enhandslyft i både ryck och stöt i tyngdlyftningstävlingarna. Här guldvinnaren i fjädervikt, Edmond Decottignies.
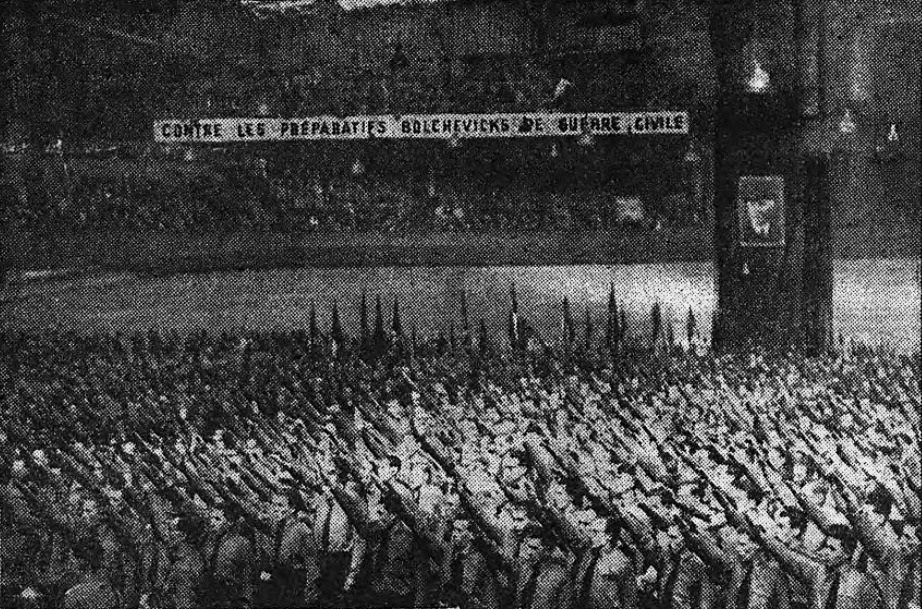
Medlemmar i Front révolutionnaire national svär trohetsed i velodromen den 11 april 1943 (FRN var en paramilitär kollaboratörorganisiation under den tyska ockupationen av Frankrike under andra världskriget).
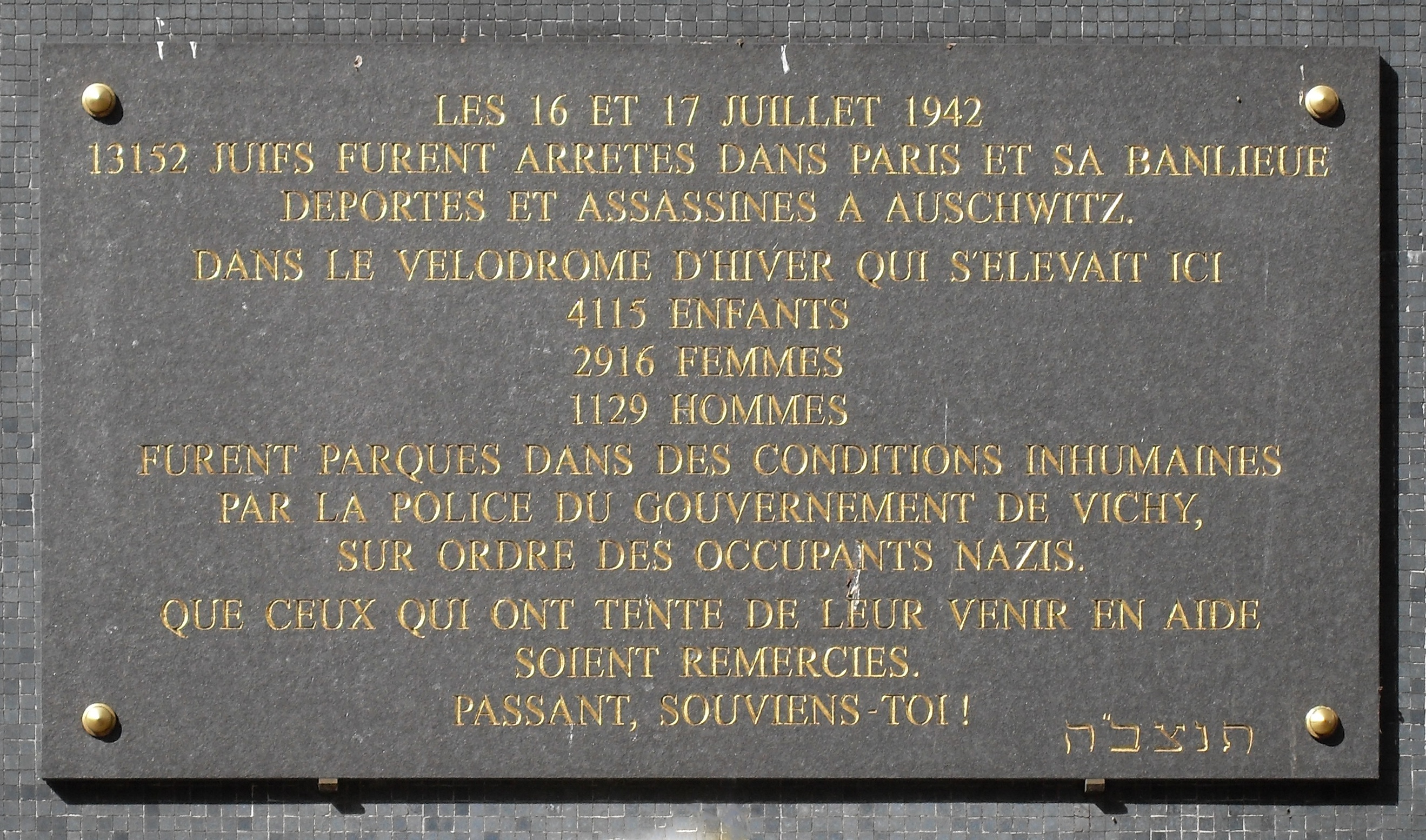
Minnesplakett över offren för Vélodrome d'Hiver-räden på platsen för velodromen.